# Leila Salazar-Lopez
Leila Salazar-López es una activista por el clima estadounidense y, desde 2015, es la directora ejecutiva de la organización sin ánimo de lucro Amazon Watch.

## Trayectoria
En 1998, se graduó en la Universidad de California en Santa Bárbara, con una Licenciatura en Ciencias Ambientales y Ciencias Políticas. Ha trabajado en el campo de los derechos humanos y el cambio climático durante más de veinte años como militante de base y directora de defensa internacional para Amazon Watch, Rainforest Action Network, Global Exchange y Green Corps. Vive en San Francisco, California, con su esposo y sus dos hijas pequeñas. Se identifica como una "mujer Chicana-Latina orgullosa", y se describe a sí misma como "una apasionada defensora de la Madre Tierra, la Amazonia, los derechos de los indígenas y la justicia climática". 
Como directora ejecutiva de Amazon Watch, lidera la organización con el objetivo de proteger y defender la integridad biocultural y climática de la selva amazónica al asociarse con los pueblos indígenas para proteger sus derechos y territorios. También ha dirigido Amazon Watch en cooperación con organizaciones como Greenpeace, 350.org, Sierra Club, Rainforest Action Network, entre otras, con el fin de garantizar la responsabilidad social corporativa, el respeto de los derechos indígenas y la preservación del ecosistema amazónico. En 2017, Salazar-López apareció como invitada en la retransmisión 24 Hours of Climate Reality, como parte del Climate Reality Project, donde habló sobre la importancia de proteger la región amazónica.

## Conferencias
Salazar-López ha aparecido en numerosas conferencias para abogar por la región de la selva amazónica y sus habitantes indígenas. Algunos de sus discursos y presentaciones incluyen: 
- Women Leading Solutions on the Frontline of Climate Change - 29 de abril de 2017, Washington D. C.
- Latinas liderando el cambio para la justicia y soluciones climáticas - 21 de octubre de 2016, Conferencia Nacional de Pioneros, San Rafael, California.
- Sobre las ruinas de la Amazonía: violencia colonial y resistencia descolonial en las fronteras del cambio climático - 26 de octubre de 2015 en la Universidad de California Santa Bárbara, California
- Amazon: Defender Ríos y Derechos - 19 de marzo, Berkeley, California

## Publicaciones
Salazar-López ha escrito y contribuido a una variedad de artículos que incluyen: 
- China’s Other Big Export Product: Pollution. Con Paulina Garzón, publicado en The New York Times, 21/7/2017.[6]
- What China and California have in common – the Amazon? Publicado en The Mercury News, 06/13/2017.[7]
- ‘The Amazon is Life:’ Q&A with Sheyla Juruna, Indigenous woman warrior from the Brazilian Amazon. Publicado en Earth Island Journal, 10/12/2011.[8]